# Медвежинка
Медве́жинка (рос. Медвежинка) — річка в Кіясовському районі Удмуртії, Росія, права притока Шехостанки.
Річка починається на північній околиці села Кіясово. Протікає на схід з невеликим схиленням на південний схід. Впадає до Кіясовки вище села Сабанчино. Верхня течія пересихає, у гирлі — болота.
У верхній течії збудовано автомобільний міст.